# Pesé (huyện)
Huyện Pesé là một huyện (distrito) thuộc tỉnh Herrera ở Panama. Theo điều tra dân số năm 2000, huyện này có dân số 12471 người. Huyện Pesé có diện tích 284 km². Huyện lỵ đóng tại Pesé.